# Stoina
Stoina est une commune du județ de Gorj en Roumanie.

## Personnalités liées
- Ioanna Andreesco écrivaine, anthropologue, prosatrice et éthologue, y est née en 1934[1].